# 保見站
保見站（日语：／ Homi eki */?）是位於愛知縣豐田市保見町權堂坊，愛知環狀鐵道的愛知環狀鐵道線車站。

## 歷史
- 1988年（昭和63年）1月31日 - 車站啟用。當時設有副站名「貝津」。
- 1989年（平成元年）度 - 上行月台長度由2輛延長至4卡[1]。
- 2003年（平成15年）12月8日 - 成為有人車站（只限檢票業務）[2]。
- 2005年（平成17年）
  - 3月1日 - 隨著貝津站啟用，取消此站的副站名（由貝津站繼承）。
  - 12月1日 - 設置自動售票機。此站開始販賣車票[2]。
- 2019年（平成31年）3月2日 - 此站開始可以使用IC卡「TOICA」[3]。

## 車站構造
車站是一座高架車站，設有2面2線相對式月台。此站的樓梯較長，但是仍然沒有安裝升降機。從前此站日間沒有車站職員當值，現時除了晚上外，職員會在此站當值。在高架橋設有1輛守車保存。在2011年4月，車站大樓設置了名古屋銀行ATM。現時閘口前設有一些自動售票機。
月台上曾經設有垃圾筒，現已撒走。而車站大樓前設有自動販賣機。

### 月台
| 月台 | 路線            | 上下行 | 方向               | 月台可容納 |
| ---- | --------------- | ------ | ------------------ | ---------- |
| 1    | ■愛知環狀鐵道線 | 上行   | 新豐田、岡崎方乎夏 | 4卡        |
| 2    | ■愛知環狀鐵道線 | 下行   | 八草、高藏寺方向   | 4両        |

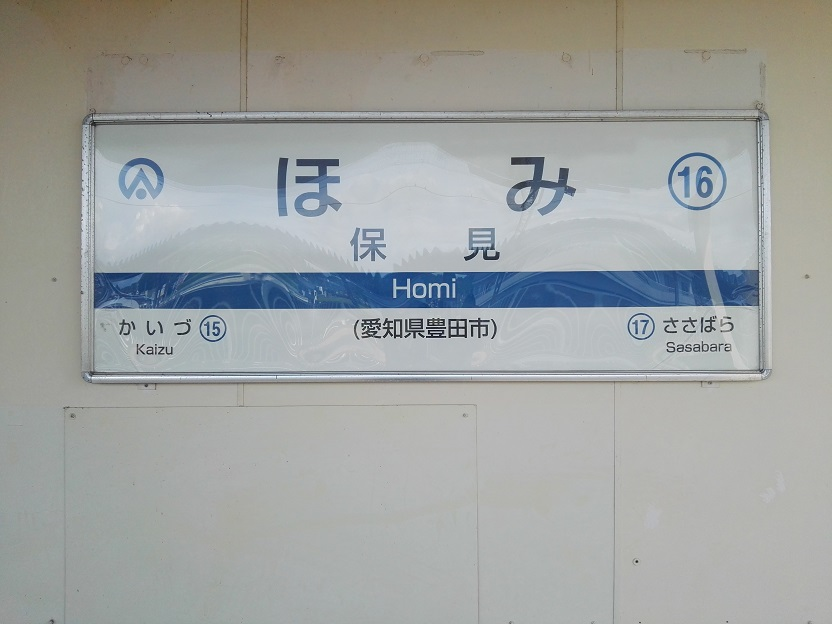
站名牌
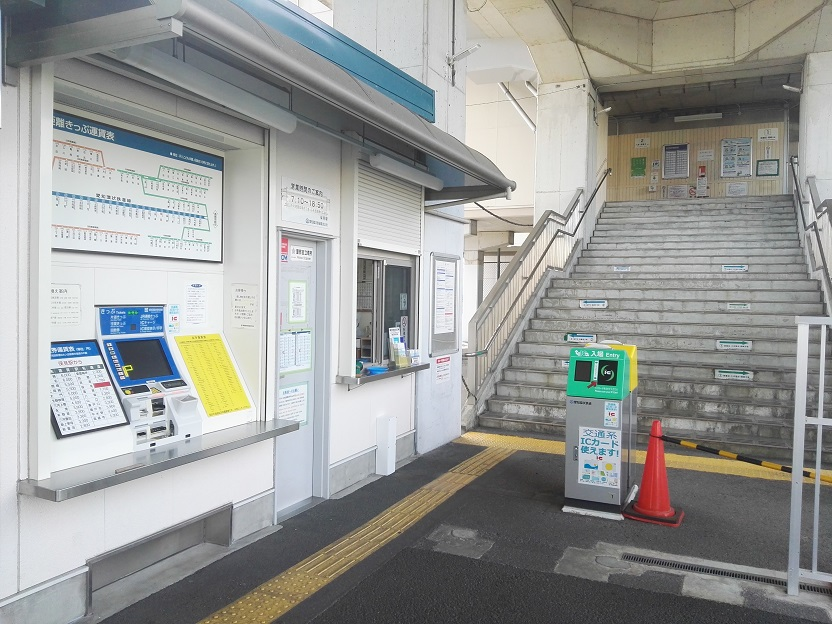
簡易TOICA閘機
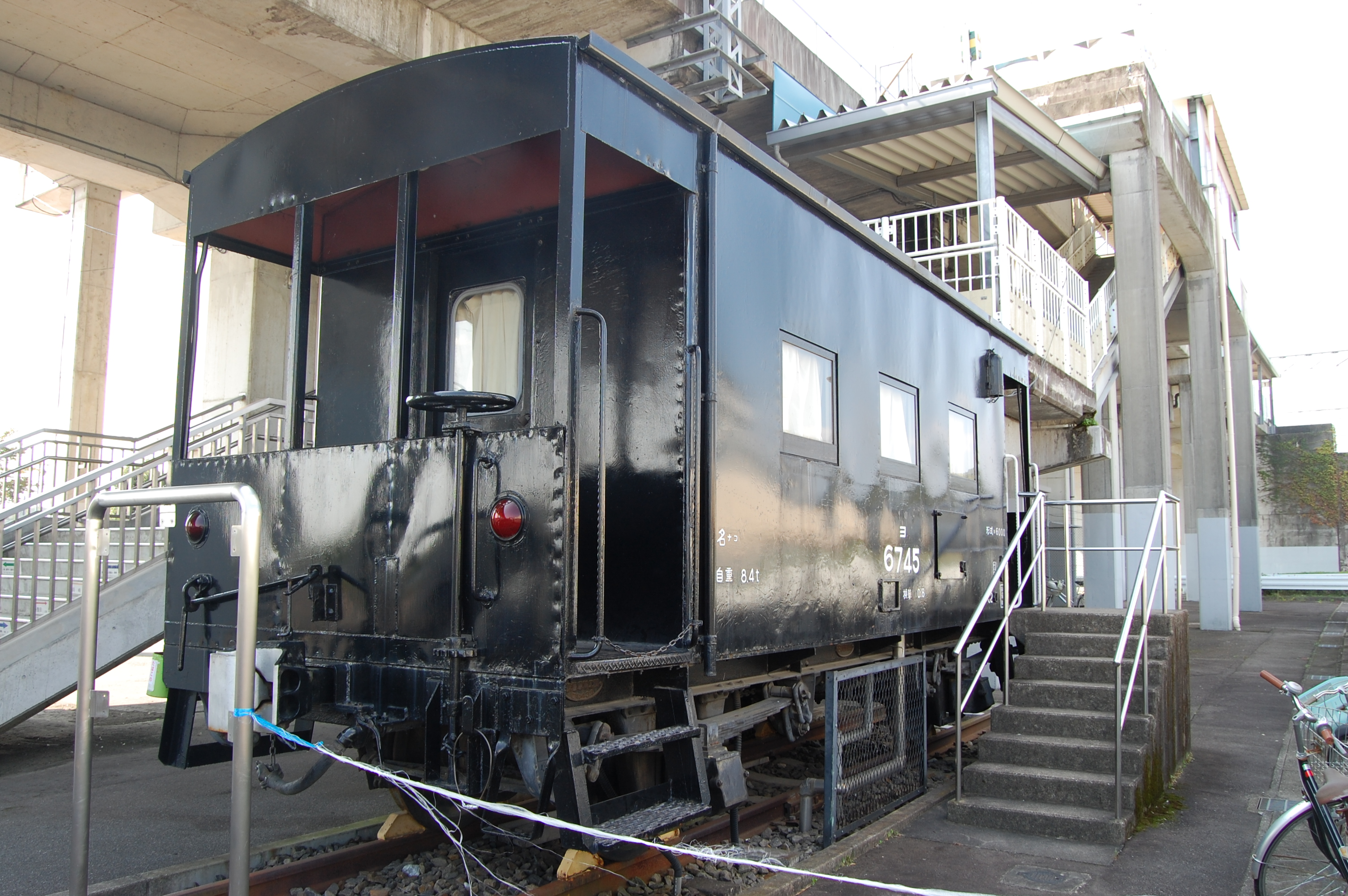
守車 Yo6745

## 巴士路線
保見站前
- 豐田Oiden巴士（日语：とよたおいでんバス）保見、豐田線（由名鐵巴士運行，在名鐵巴士時代的巴士站名為「東保見町」)

保見交流館（步行4分鐘）
- 保見地域巴士（前往車站周邊地域的篠原站、八草站、淨水站(名鐵豐田線)。只於星期二、四服務。巴士站位於保見交流館內，不駛入站前）

## 車站周邊
車站附近較少住宅，較遠的地方為保見團地。
- 豐田市立伊保兒童園
- 豐田市立伊保小學
- 愛知縣道58號名古屋豐田線（日语：愛知県道58号名古屋豊田線）（飯田街道）
- 豐田市生涯學習中心保見交流館
- 豐田警署保見交番
- 榎本內科
- 增田牙科醫院
- 山中接骨院
- 保見診所
- 保見接骨院

## 使用狀況
根據「豐田市統計書」和「移動等圓滑化取組報告書」，以下為1日平均使用人次列表。
- 2003年度：1,413人
- 2004年度：1,383人
- 2005年度：1,426人（愛知萬博舉行當年）
- 2006年度：1,106人
- 2007年度：1,132人
- 2008年度：1,156人
- 2009年度：1,128人
- 2010年度：1,158人
- 2011年度：1,238人
- 2012年度：1,230人
- 2013年度：1,284人
- 2014年度：1,234人
- 2015年度：1,290人
- 2016年度：1,234人
- 2017年度：1,218人
- 2018年度：1,261人
- 2019年度：1,333人
- 2020年度：1,096人

## 相鄰車站
愛知環狀鐵道
愛知環狀鐵道線
貝津（15）－保見（16）－篠原（17）

## 注腳
1. 1 2  《愛知環状鉄道の30年》40頁，愛知環狀鐵道，2019年
2. 1 2  《愛知環状鉄道の30年》年表，愛知環狀鐵道株式會社，2019年
3. ↑   (PDF) (新闻稿). 愛知環状鉄道. 2018-12-12  [2020-11-08]. （原始内容 (PDF)存档于2019-06-02） （日语）.
4. ↑  《愛知環状鉄道の30年》61頁，愛知環狀鐵道，2019年
5. ↑  オープンデータ　データ提供　豊田市統計書 （页面存档备份，存于）（日語） - 豐田市
6. ↑  移動等円滑化取組計画書・報告書 （页面存档备份，存于）（日語） - 愛知環狀鐵道

## 外部連結
- 保見站資訊 （页面存档备份，存于）（日語） - 愛知環狀鐵道